# Ducat de Tarifa
El ducat de Dénia és un títol nobiliari concedit el 1886 per Alfons XIII a Ángela Pérez de Barradas.
El títol va ser concedit per Reial Decret de 23 de desembre de 1886, amb grandesa d'Espanya, a Ángela Pérez de Barradas y Bernuy, vídua del duc de Medinaceli. Originalment s'havia creat un primer títol sota la doble denominació de Dénia i Tarifa, però va ser el 1886 quan es va separar el títol de Tarifa del ducat de Dénia, tot i que en ambdós casos van continuar integrats a la casa de Medinaceli i, de fet, actualment els ostenta el titular del ducat de Medinaceli.
| Núm. | Titular                                                         | Període   | Ref.  |
| ---- | --------------------------------------------------------------- | --------- | ----- |
| 1    | Ángela Pérez de Barradas y Bernuy                               | 1886-1903 | [ 6 ] |
| 2    | Carlos Maria Fernández de Córdoba y Pérez de Barradas           | 1904-1931 | [ 6 ] |
| 3    | Luis Jesús Fernández de Córdoba y Salabert                      | 1941-1956 | [ 6 ] |
| 4    | Victoria Eugenia Fernández de Córdoba y Fernández de Henestrosa | 1959-2013 | [ 6 ] |
| 5    | Victoria von Hohenlohe-Langenburg                               | 2018-Avui | [ 5 ] |